# Csurgói KK
Der Csurgói Kézilabda Klub ist ein Handballverein aus der ungarischen Stadt Csurgó. In der Saison 2007/08 wurde er Meister der zweiten ungarischen Männer-Liga und spielt seitdem in der höchsten Spielklasse, der NB 1. In der Saison 2012/13 gelang mit dem dritten Platz in den Play-offs hinter Serienmeister MKB-MVM Veszprém und Pick Szeged der größte Vereinserfolg, wodurch man 2013/14 erstmals international vertreten war. Im EHF Europa Pokal 2013/14 stand die Mannschaft in der Gruppenphase. Im darauf folgenden Jahr hätte der Verein wieder die Möglichkeit gehabt im EHF-Pokal anzutreten, verzichtete aber aus finanziellen Gründen. In den Jahren 2015 bis 2017 kam man bei der Teilnahme im EHF-Pokal über die Qualifikationsrunden nicht hinaus. Die Europa-Tour endete dann als das Team in der Saison 2017/18 in der heimischen Liga nur 6. wurde.